# Aeschynanthus meo
Aeschynanthus meo är en tvåhjärtbladig växtart som beskrevs av Karl Moritz Schumann. Aeschynanthus meo ingår i släktet Aeschynanthus och familjen Gesneriaceae. Inga underarter finns listade i Catalogue of Life.